# Amaranthus dubius
Amaranthus dubius é uma espécie de planta herbácea da família Amaranthaceae. De origem nas Américas, esta planta hoje possui uma distribuição pantropical, sendo conhecida tanto como uma erva daninha comum em áreas agrícolas e urbanas, quanto como uma folhosa nutritiva utilizada na alimentação humana e animal.

## Características
Amaranthus dubius é uma planta herbácea anual, de crescimento ereto e rápido, que pode atingir de 50 centímetros a mais de 1 metro de altura. Seu caule é robusto e pouco ramificado. As folhas são alternadas, de formato ovalado a rômbico, e sua coloração é verde-escura. Uma característica frequentemente presente é uma mancha esbranquiçada ou avermelhada em formato de "V" no centro da folha, embora esta possa estar ausente.
As inflorescências são densas espigas terminais e axilares, de cor verde, que concentram milhares de flores diminutas. As sementes são muito pequenas, pretas e brilhantes.

## Distribuição
A espécie tem origem neotropical, mas atualmente é encontrada em todas as regiões tropicais e subtropicais do globo. No Brasil, é considerada nativa e ocorre em todo o território nacional, em todos os biomas. No Maranhão, é uma planta extremamente comum, presente em quintais, hortas, terrenos baldios e como erva daninha em lavouras. Adapta-se bem a solos férteis e perturbados, com boa disponibilidade de luz solar.

## Cultivo e Cuidados
Embora cresça espontaneamente, A. dubius pode ser cultivado para fins alimentícios. Prefere solos ricos em matéria orgânica, bem drenados e exposição a sol pleno. O crescimento é muito rápido, especialmente em climas quentes e úmidos. Não exige cuidados especiais, sendo resistente a pragas e doenças. Para colheita como hortaliça, as folhas jovens devem ser colhidas antes do florescimento para garantir melhor textura e sabor.

## Propagação
A reprodução de Amaranthus dubius ocorre exclusivamente por sementes. Cada planta pode produzir dezenas de milhares de sementes minúsculas, que são facilmente dispersas pelo vento, água e por atividades humanas, o que explica sua alta capacidade de colonização e seu sucesso como planta ruderal e daninha.

## Usos Culinários e Medicinais
Amaranthus dubius é uma importante planta alimentícia não convencional.
- Culinária: Suas folhas são consumidas cozidas ou refogadas, de maneira semelhante ao espinafre. São ricas em proteínas, vitaminas (A e C) e minerais como ferro e cálcio. Não devem ser consumidas cruas em grande quantidade devido à presença de oxalatos e nitratos, que são reduzidos com o cozimento.[4]
- Medicinal: Na medicina tradicional, é utilizada como adstringente e para tratar problemas gastrointestinais, como diarreia e disenteria. Suas folhas também são usadas em cataplasmas para tratar inflamações de pele.[3]

## Estado de conservação
A espécie Não foi Avaliada (NE) pela União Internacional para a Conservação da Natureza (IUCN). Devido à sua distribuição global, abundância e seu caráter de erva daninha, Amaranthus dubius não enfrenta risco de extinção. A preocupação em relação a esta espécie está mais associada ao seu manejo em sistemas agrícolas, onde pode competir com as culturas por recursos.